# Richard Yates
Richard Yates (3. února 1926 Yonkers – 7. listopadu 1992 Birmingham (Alabama)) byl americký spisovatel. Jeho nejslavnějším dílem je sbírka povídek Jedenáct druhů osamění (1962) a románová prvotina Revolutionary Road (1961). Ta byla v roce 2008 zfilmována Samem Mendesem s Kate Winsletovou a Leonardem DiCapriem v hlavních rolích, snímek získal Zlatý glóbus. Yates sám zasáhl do světa filmu, když napsal scénář známého válečného filmu Most u Remagenu (1969), který se natáčel v Československu. Téma filmu mu bylo blízké i díky tomu, že sám za druhé světové války sloužil na frontě ve Francii a v Německu. Jistý čas se mj. živil psaním projevům pro Roberta Kennedyho, v době, kdy byl ministrem spravedlnosti. Ač měl vždy dobré postavení u amerických kritiků, nebyl za svého života komerčně úspěšným autorem. Žádné jeho knihy se za jeho života neprodalo více ne 12 tisíc výtisků. Literární slávy a zájmu veřejnosti se dočkal až posmrtně. Celý život byl těžkým kuřákem, v roce 1992 zemřel na rozedmu plic. V roce 2003 vydal Blake Bailey jeho biografii pod názvem A Tragic Honesty: The Life and Work of Richard Yates.

### Romány
- Revolutionary Road (1961)
- A Special Providence (1969)
- Disturbing the Peace (1975)
- The Easter Parade (1976)
- A Good School (1978)
- Young Hearts Crying (1984)
- Cold Spring Harbor (1986)

### Povídky
- Eleven Kinds of Loneliness (1962)
- Liars in Love (1981)
- The Collected Stories of Richard Yates (2004)

### Scénáře
- The Bridge at Remagen (1969)

### Česká vydání
- Pět druhů osamění, Odeon, 1966 (výbor z knihy Eleven Kinds of Loneliness;)
- Nouzový východ, Mladá Fronta, 2009
- Velikonoční průvod, Mladá Fronta, 2009
- Dobrá škola, Mladá Fronta, 2010[2]